# メアリー・ド・ブーン
メアリー・ド・ブーン（Mary de Bohun, 1368年頃 - 1394年6月4日）は、イングランド王ヘンリー4世の最初の妻で、ヘンリー5世の母。夫の即位以前に出産時の事故で亡くなっており、王妃にはなっていない。

## 生涯
父は第7代ヘレフォード伯兼第2代ノーサンプトン伯兼第6代エセックス伯ハンフリー・ド・ブーン、母は第10代アランデル伯リチャード・フィッツアランの娘ジョアン。曾祖父の第4代ヘレフォード伯ハンフリー・ド・ブーンはスコットランド王位請求者の1人で（スコットランド独立戦争を参照）、その妻エリザベス・オブ・リズランはエドワード1世の王女だった。姉エレノアはエドワード3世の末子（ヘンリー4世の叔父）グロスター公トマス・オブ・ウッドストックと結婚した。
ブーン家には男子がおらず、姉エレノアとメアリーが共同相続人であった。
グロスター公は相続の独占を狙い、メアリーを尼僧院に入れた。母ジョアンは幼い娘の身を案じ、ランカスター公ジョン・オブ・ゴーントに相談。1380年、ランカスター公は長男ヘンリー・ボリングブルックとメアリーを結婚させた。
1394年、26歳で死去。ヘンリーは5年後の1399年に国王ヘンリー4世として即位、1403年に再婚したジョーン・オブ・ナヴァールが王妃となった。

## 子女
- エドワード（1382年）
- ヘンリー5世（1387年 - 1422年） - イングランド王
- トマス（1388年 - 1421年） - クラレンス公
- ジョン（1389年 - 1435年） - ベッドフォード公
- ハンフリー（1390年 - 1447年） - グロスター公
- ブランシュ（1392年 - 1409年） - プファルツ選帝侯ルートヴィヒ3世と結婚
- フィリッパ（1394年 - 1430年） - デンマーク・スウェーデン・ノルウェーの王エーリク7世と結婚